# Kallmyr (naturreservat)
Kallmyr är ett naturreservat som ligger norr om byn Kallmyr i Ljusdals kommun i Gävleborgs län.
Området är naturskyddat sedan 1999 och är 4 hektar stort. Reservatet består av en brandpräglad tall- och granskog. 